# Ormosil
 (mars 2013).
Le contenu est difficilement compréhensible vu les erreurs de traduction, qui sont peut-être dues à l'utilisation d'un logiciel de traduction automatique.
Les ormosils sont des silicates organiquement modifiés (acronyme de l'anglais organically modified silicate).

## Les sono-ormosils
Les ultrasons de haute énergie sont des outils très efficaces pour la synthèse de polymères. Quand le liquide est soumis à des ultrasons de haute intensité, il se produit des phénomènes de cavitation. Dans chaque cavité, les forces de cisaillement réduisent la taille des particules et leur poids moléculaire, augmentant la polydispersité. En outre, les systèmes polyphasiques sont très efficacement dispersés et émulsifiés, produisant des mélanges très fins. Cela signifie que les ultrasons augmentent plus la vitesse de polymérisation que l’agitation classique, procurant un polymère de plus haut poids moléculaire avec une faible polydispersité. Les ormosils sont obtenus lorsqu’un silane est ajouté à un dérivé de gel de silice pendant la phase sol-gel. Le produit est un composite à l'échelle moléculaire avec des propriétés mécaniques améliorées. Les sono-ormosils sont caractérisés par une densité plus élevée que les gels classiques, ainsi que par une stabilité thermique améliorée. Ceci pourrait être expliqué par un plus grand degré de polymérisation.